# Fagnières
Fagnières är en kommun i departementet Marne i regionen Grand Est (tidigare regionen Champagne-Ardenne) i nordöstra Frankrike. Kommunen ligger i kantonen Châlons-en-Champagne 3e Canton som tillhör arrondissementet Châlons-en-Champagne. År 2022 hade Fagnières 4 886 invånare.

## Befolkningsutveckling
Antalet invånare i kommunen Fagnières
| Referens: INSEE |